# Eberhard Gischler
Eberhard Gischler (* 20. Juli 1963 in Helmarshausen) ist ein deutscher Geowissenschaftler und Professor an der Goethe-Universität in Frankfurt am Main. 

## Leben
Gischler besuchte die Albert-Schweitzer-Schule Hofgeismar und legte dort 1982 das Abitur ab. Nachfolgend studierte er Geologie und Paläontologie an der Georg-August-Universität in Göttingen, wo er 1991 bei Dieter Meischner promoviert wurde. Nach Postdoktoranden-Aufenthalten an der Eberhard Karls Universität Tübingen und der Rosenstiel School der University of Miami (USA) kam er 1998 an die Johann-Wolfgang-Goethe-Universität in Frankfurt. Gischler leitet dort die Arbeitsgruppe Biosedimentologie, die über die Entstehung von Karbonat-Sedimenten und -Gesteinen forscht, die direkt und indirekt durch die Tätigkeit von Organismen entstehen. Dabei stehen tropische Korallenriffe des Quartärs im Fokus, deren Bildung während des jüngsten Abschnitts der Erdgeschichte liegt. Diese Ablagerungen, die im Wesentlichen aus den Schalen, Skeletten und Gehäusen von Organismen bestehen, werden auch als Umwelt- und Klima-Archive genutzt. Gischler ist weiterhin an Arbeiten über mikrobielle Bildungen (Stromatolithe) in Korallenriffen beteiligt. Seine Arbeiten führten Gischler u. a. nach Belize, Südflorida, Bermuda, die Malediven, das Rote Meer, den Persisch-Arabischen Golf, Französisch-Polynesien und die Cook Inseln. Er ist weiterhin Scientist der Expeditionen 325 und 389 des internationalen Ocean Drilling Programs (IODP) an das Great Barrier Reef (2010) und zu den Riffen von Hawaii (2023).

## Schriften (Auswahl)
- Gischler, E. (1991) Das devonische Atoll von Iberg und Winterberg im Harz nach Ende des Riffwachstums. Dissertation, Georg-August-Universität Göttingen, 238 S.

Aufsätze (Auswahl)
- Peckmann, J., Gischler, E., Oschmann, W., Reitner, J. (2001) An early Carboniferous seep community and hydrocarbon-derived carbonates from the Harz Mountains, Germany. Geology, 29: 271-274.
- Purdy, E.G., Gischler, E. (2005) The transient nature of the empty bucket model of reef sedimentation. Sedimentary Geology, 175: 35-47.
- Gischler, E. (2008) Accretion patterns in Holocene tropical coral reefs: do massive coral reefs with slowly growing corals accrete faster than branched coral reefs with rapidly growing corals? International Journal of Earth Sciences, 97: 851-859.
- Gischler, E. (2010) Indo-Pacific and Atlantic spurs and grooves revisited: the possible effects of different Holocene sea level history, exposure, and reef accretion rate in the shallow fore reef. Facies, 56: 183-177.
- Hubbard, D., Gischler, E., Davies, P., Montaggioni, L., Camoin, G., Dullo, W.C., Storlazzi, C., Field, M., Fletcher, C., Grossman, E., Sheppard, C., Lescinsky, H., Fenner, D., McManus, J., Scheffers, S. (2014) Island outlook: warm and swampy. Science, 345: 1461.
- Gischler, E. (2015) Quaternary reef response to sea level and environmental change in the western Atlantic. Sedimentology, 62: 429-465.
- Isaack, A., Gischler, E. (2017) The significance of sand aprons in Holocene reefs and carbonate platforms. Carbonates and Evaporites, 32: 13-25.
- Gischler, E., Hudson, J.H., Eisenhauer, A., Parang, S., Deveaux, M. (2023) 9000 years of change in coral community structure and accretion in Belize reefs, western Atlantic. Scientific Reports, 13: doi:10.1038/s41598-023-38118-5